# Хосефа де Тудо, 1-я графиня Кастильо-Фьель
Хосе́фа де Тудо́-и-Катала́н, 1-я графиня Кастильо-Фьель, (исп. Doña Josefa Petra Francisca de Paula de Tudó y Catalán, Alemany y Luesia, primera condesa de Castillo Fiel, primera viscondesa de Rocafuerte; 19 мая 1779 — 20 сентября 1869), также известная как Пепита Тудо (исп. Pepita Tudó), — любовница испанского первого министра Мануэля Годоя. По одной из распространённых версий она послужила моделью для двух картин Франсиско Гойи: «Махи обнажённой» и «Махи одетой».
Тудо родилась в Кадисе, и её всегда называли «Пепитой», уменьшительная форма от имени Хосефы. Её отец был артиллеристом по имени Антонио де Тудо-и-Алемани, который умер, когда она была ещё маленькой. С 16 лет Пепита и её мать Каталина Каталан-и-Луэсия, а также её сестры Магдалена и Сокорро жили в доме Мануэля де Годоя, одного из самых могущественных людей в Испании того времени. К 1800 году Пепита была его любовницей.
Однако королева Испании Мария Луиза Пармская вынудила Годоя жениться на Марии Терезе де Борбон-и-Вальябриге, графине Чинчон, и эта женитьба была выгодна ему по социальным причинам. Но этот брак не положил конец отношениям Годоя с Пепитой: в 1805 году она родила от него сына Мануэля, а в 1807 году — ещё одного сына, Луиса.
В 1807 году под влиянием Годоя Карл IV, король Испании, даровал Пепите титул графини Кастильо-Фьель и виконтессы Рокафуэрте. Когда Мария Тереза умерла в 1828 году, Годой и Пепита наконец смогли пожениться, хотя много лет назад они уже провели тайную брачную церемонию. В 1832 году они переехали в Париж, где жили в несколько стеснённых обстоятельствах.
Позднее Пепита вернулась в Испанию в надежде вернуть себе семейное имущество. В 90 лет она сказала одному репортёру, что Годой знал только одну настоящую любовь: к королеве Марии-Луизе. Она умерла в 1869 году в Мадриде.

## В культуре
По мнению многих историков Пепита служила моделью для одной из самых известных работ художника Франсиско де Гойи: «Махи обнажённой».
Драматург Серефино Паленсия написал пьесу «Пепита Тудо», главную роль в которой исполняла его супруга Исабель Оярсабаль Смит.
Роль Пепиты Тудо в фильме «Обнажённая маха» исполнила Пенелопа Крус. Хосефа де Тудо — один из персонажей романа Лиона Фейхтвангера «Гойя».

## Галерея

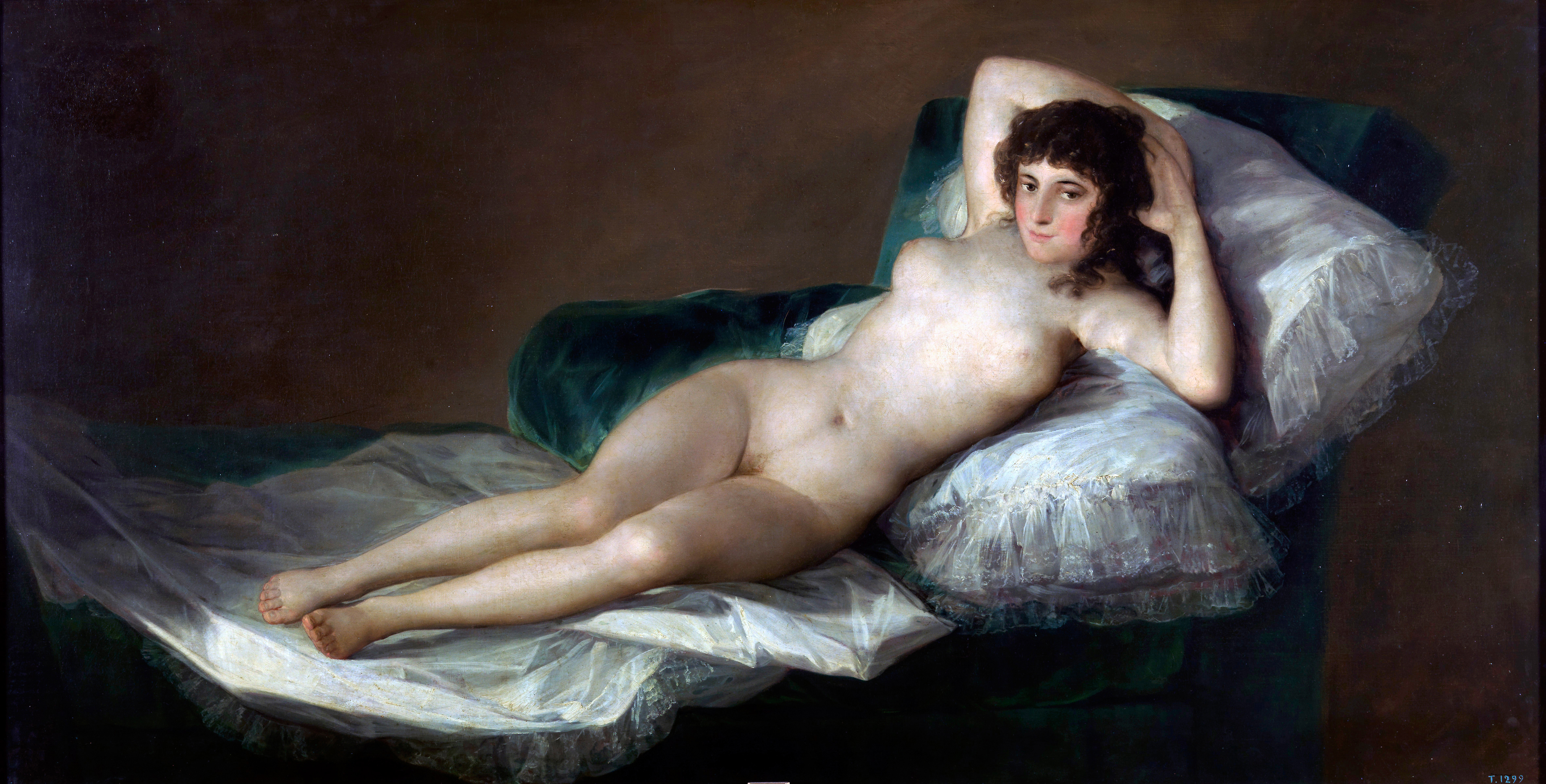
Маха обнажённая
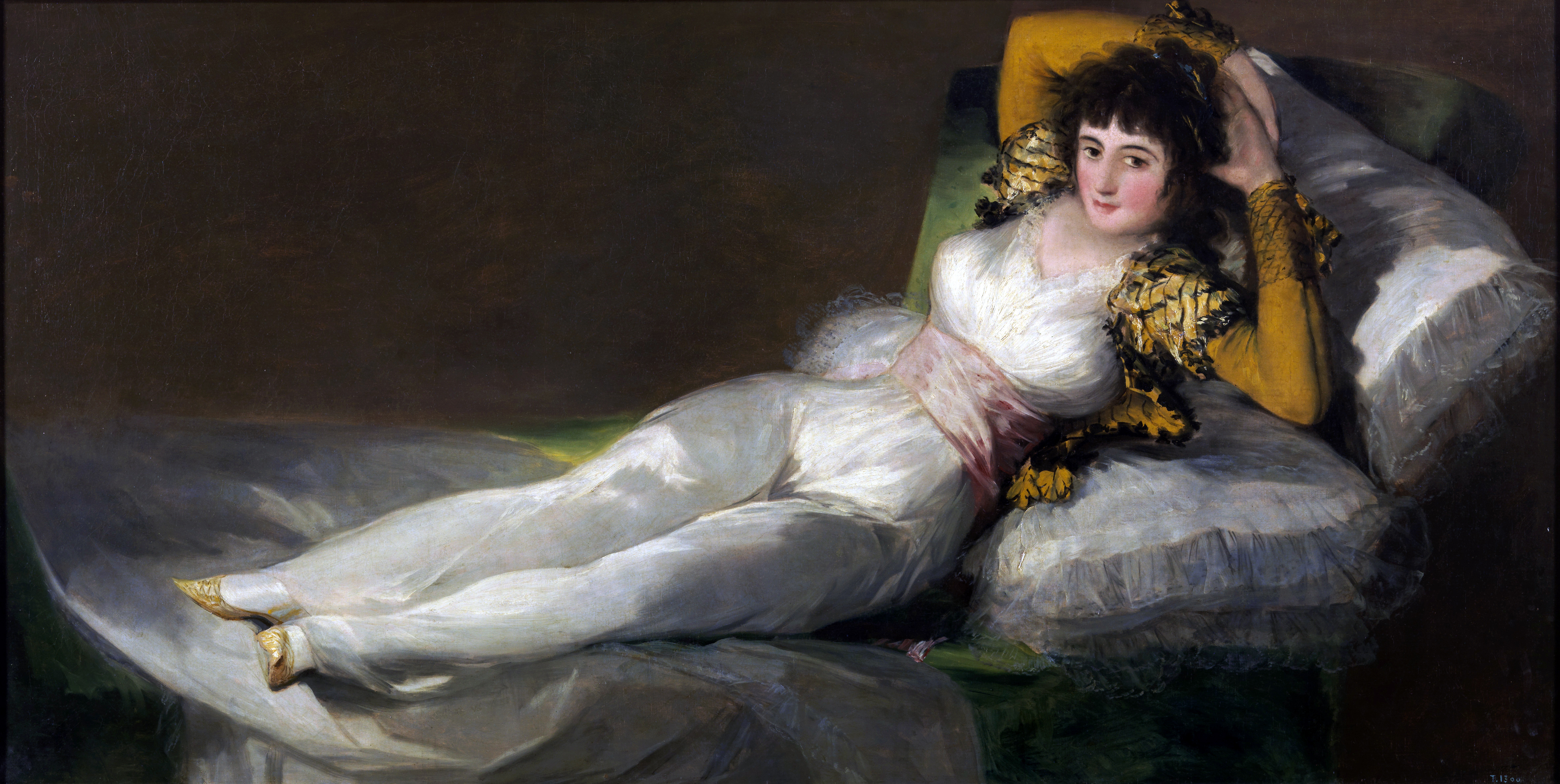
Маха одетая